# Karikal
Karikal (en tamoul: காரைக்கால்), parfois Karaikal, selon la graphie anglaise (plus rarement Kârikâl), est le chef-lieu et la principale ville du district de Karikal, un des quatre districts du territoire de Pondichéry en Inde. Le district est un des anciens Établissements français de l'Inde. Depuis 1954, il fait partie de l'État fédéral indien.

## Origine du toponyme
Le nom de Karikal viendrait de Âditya Karikâla, souverain Chola du IIe siècle qui donna son nom à une petite dynastie de la région. Sous la direction de cette dynastie, le peuple a réalisé de grands travaux d'irrigation dans le delta de la Kâverî, fondé le port de Pukâr (l'actuel Poompuhar dans le district de Mayavaram). Cette dynastie guerrière aurait été victorieuse des Chera et des Pândya.

## Géographie
Karikal est située à 140 km au sud de la ville de Pondichéry, sur la côte de Coromandel, enclavée dans l'État du Tamil Nadu.
Sa population s'élève à 170 640 habitants (recensement 2001). On y parle majoritairement le tamoul, ainsi que minoritairement le télougou, le canarais, le malayalam, le marathe ou encore le saurachtra.
Karikal, situé à 250 km au sud de Madras se trouve entre 10° 51' et 11° de latitude nord et entre 79° 43' et 79° 52' de longitude est. Les températures moyennes s'échelonnent entre 36º en été et 21º en hiver. Il ne comporte ni reliefs, ni forêts excepté quelques mangroves isolées les unes des autres le long de la côte, avec une concentration particulièrement importante sur l'estuaire de l'Arselar (Arasalar).
La ville de Karikal est située dans le delta de la Kâverî, précisément au sud de celle-ci.
Elle est au centre du district avec les villes de Cotchéry (Kottucherry) au nord, Nédouncadou (Nedungadu) au nord-ouest, Tirnoular (Thirunallar) à l'ouest, Néravy (Neravy) et La Grande-Aldée (l'actuel Tirumalrayanpattinam, abrégé en T.R.Pattinam ; abrégé la Grand'Aldée dans les documents de l'Inde française) au sud.
Le district de Karikal comprend la ville du même nom et quelque 100 villages (ou villes) dont un est inhabité. Karikal surtout connue pour son port de pêche, son artisanat traditionnel et sa station balnéaire compterait en 1980 environ 26 100 habitants et le district entre 60 500 et 80 000 habitants.

## Histoire

### Prise de possession par la France

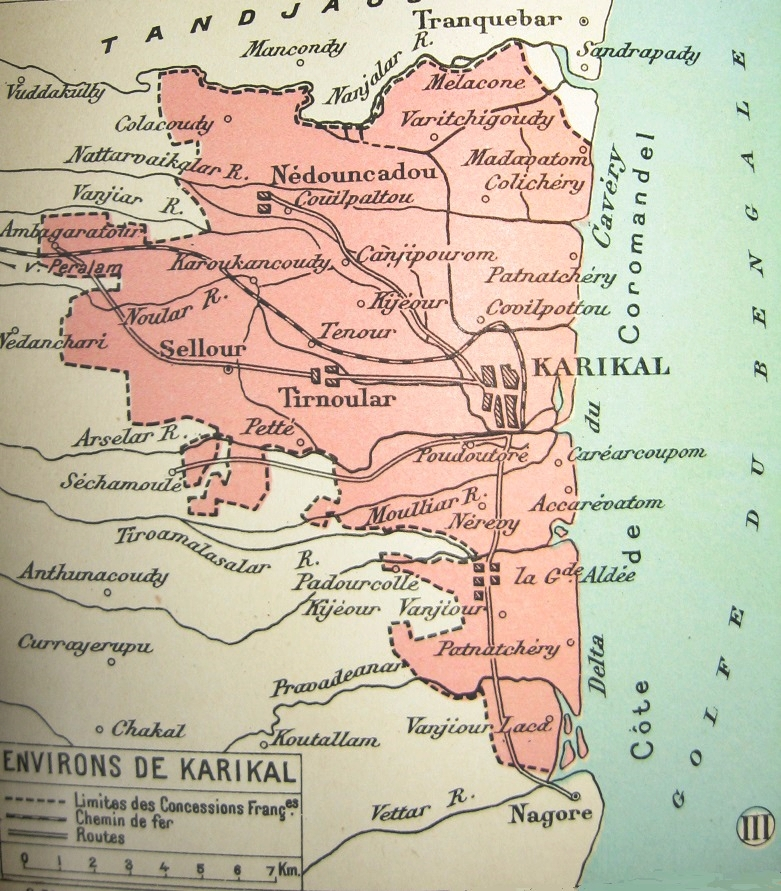
Territoire de Karikal d'après une carte de 1931

En 1738, le gouverneur Pierre-Benoît Dumas (1735-1741), un fin diplomate qui sera élevé au rang de nabab par le Grand Moghol, lance une campagne d'expansion des territoires français par la négociation. Il traite ainsi avec le râja Shahujî de Tanjore pour obtenir la zone de Karikal, la forteresse de Karakalcheri et cinq villages pour 40 000 chakras. Selon les autorités françaises en 1880, la ville a été offerte au gouverneur Dumas, représentant la France, par le souverain de Tanjore en échange de son aide car il était alors en lutte contre un compétiteur féroce.
Le 14 février 1739, les Français prennent possession de la ville de Karikal malgré le changement des conditions imposés par Shahuji, qui souhaite emprunter une forte somme sans intérêt sur trois ans contre la cession d'un plus grand nombre de villages. Pratap Singh, le successeur de Shahuji, continue sa politique d'emprunts auprès des Français, attribuant plus de villages encore.

### Guerres franco-anglaise
Au gré des conflits, la région passe deux fois sous administration anglaise avant de revenir à la France par le traité de Paris de 1763. Par la suite, au fil des guerres entre la France et l'Angleterre, Karikal, de même que les autres possessions françaises de Chandernagor, Pondichéry, Yanaon et Mahé, est occupée puis restituée à la France par les Anglais (en 1765-1768, 1775-1777, 1778-1783, 1785-1788, et 1793-1816), jusqu'à ce que le Traité de Paris de 1814 restitue définitivement les cinq établissements à la France, qui s'engage à ne pas y construire de fortifications et à n'y maintenir qu'un nombre de soldats suffisant pour assurer le maintien de l'ordre. La France ne reprendra définitivement possession du territoire qu'à partir d'avril 1817.

### Développement durant la période coloniale française

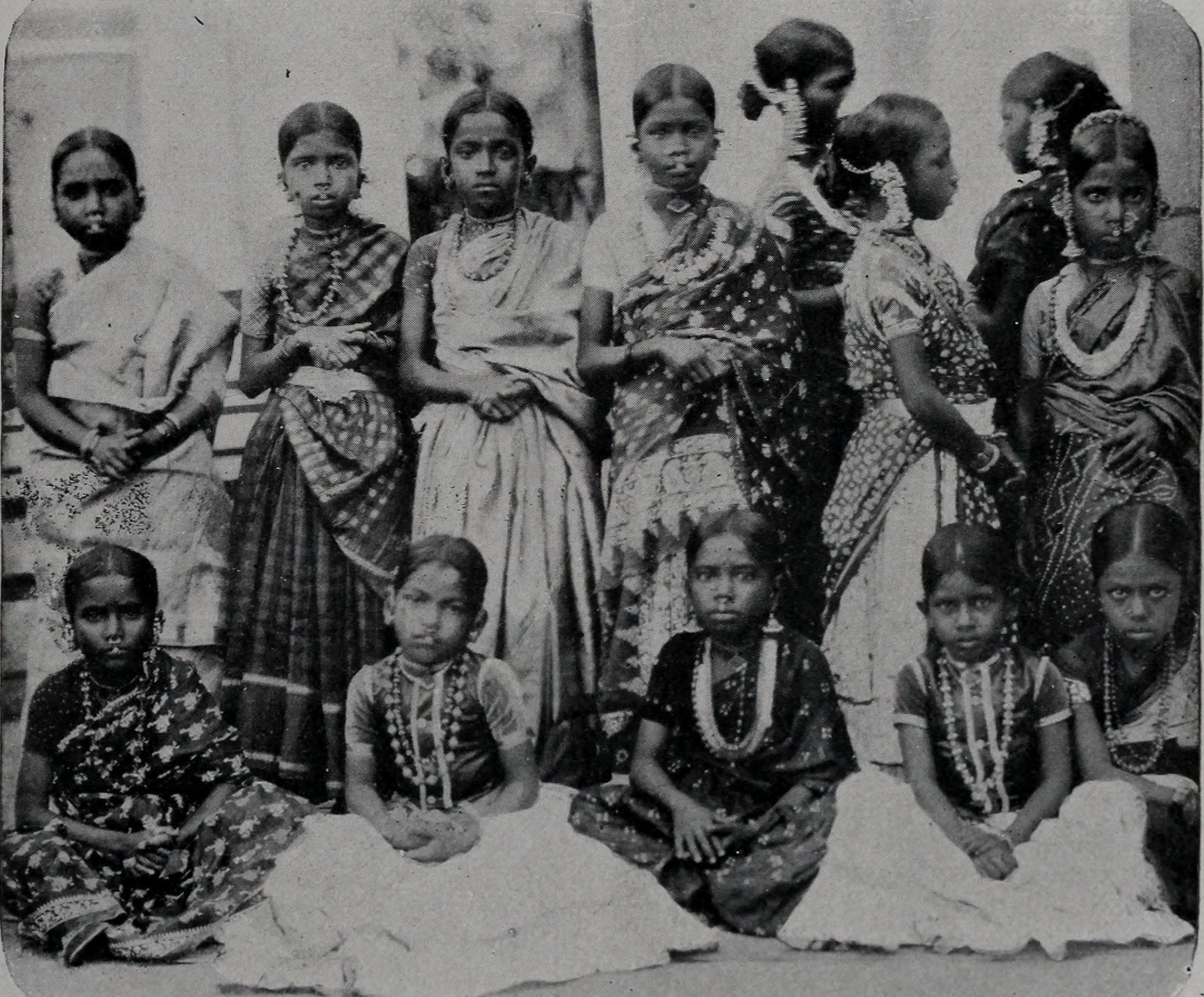
Jeunes élèves de l'école de Karikal (Photo d'archive).

En 1850, la ville de Karikal avoisine 10 000 habitants pour 2 669 ha, son territoire 60 000 habitants pour une superficie totale de 16 184 ha. Karikal possède un tribunal de première instance, et est une colonie efficacement administrée en cinq manganoms ou petits districts : Karikal, Tirnourlar, Nellajendour, Nedourgadou et Ketchéry. Il existe une centaine d'agréables villages traditionnels proprets dénommés aldées : leurs hautes maisons élancées sont environnées de bois épais, et l'ensemble de la configuration architecturale et environnementale permet de garder le maximum de fraîcheur.
Six petites rivières ou bras du delta du Cavery sont aménagés et servent de prises à quatorze grand canaux d'irrigations. Les cultures irriguées permettent deux récoltes par an.

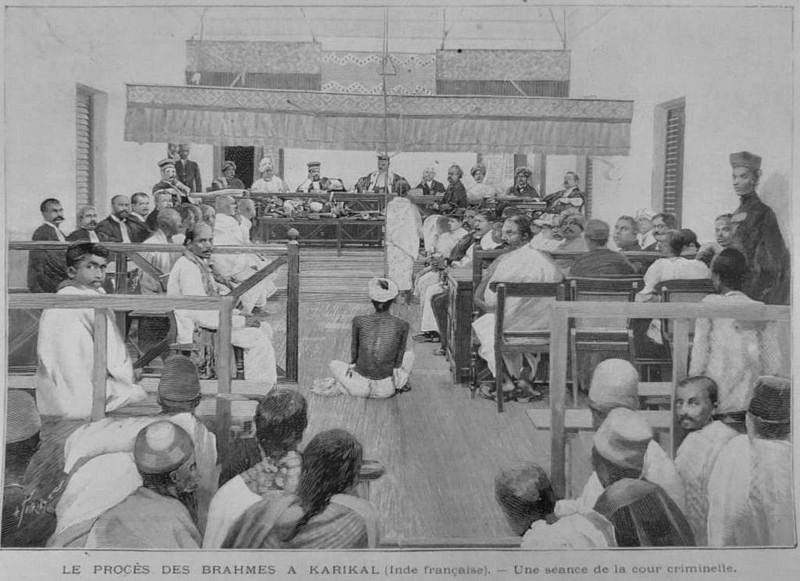
Session du tribunal de Karikal en 1895.

Karikal poursuit une rapide croissance démographique. Outre le commerce de variétés de riz, elle fabrique des toiles bleues très estimées. La construction navale traditionnelle prend un essor industriel. Par la mer, Karikal est à 114 km de Pondichery, à 11 km de Tranquebar. La ville est placée alors à 3 km de l'Arselar, une des branches du Cavery obstruée par les sables à la saison sèche. Or la saison chaude et sèche dure de janvier au 15 octobre, amenant des températures souvent voisine de 41 °C en journée et de 27 °C pendant la nuit. Mais l'hivernage permet aux eaux de l'Arselar à nouveau gonflé de remanier les dépôts et d'offrir une issue vers la mer. La saison humide se caractérise par des pluies violentes ou régulières, des températures fraîches oscillant entre 25 °C en journée lumineuse et 13 °C la nuit. Elle transforme les rives de l'Arselar en port actif de charge et de décharge des petits navires jour et nuit. La remontée de bâtiments à varangues plates de 200 à 250 tonneaux sur lest est possible.

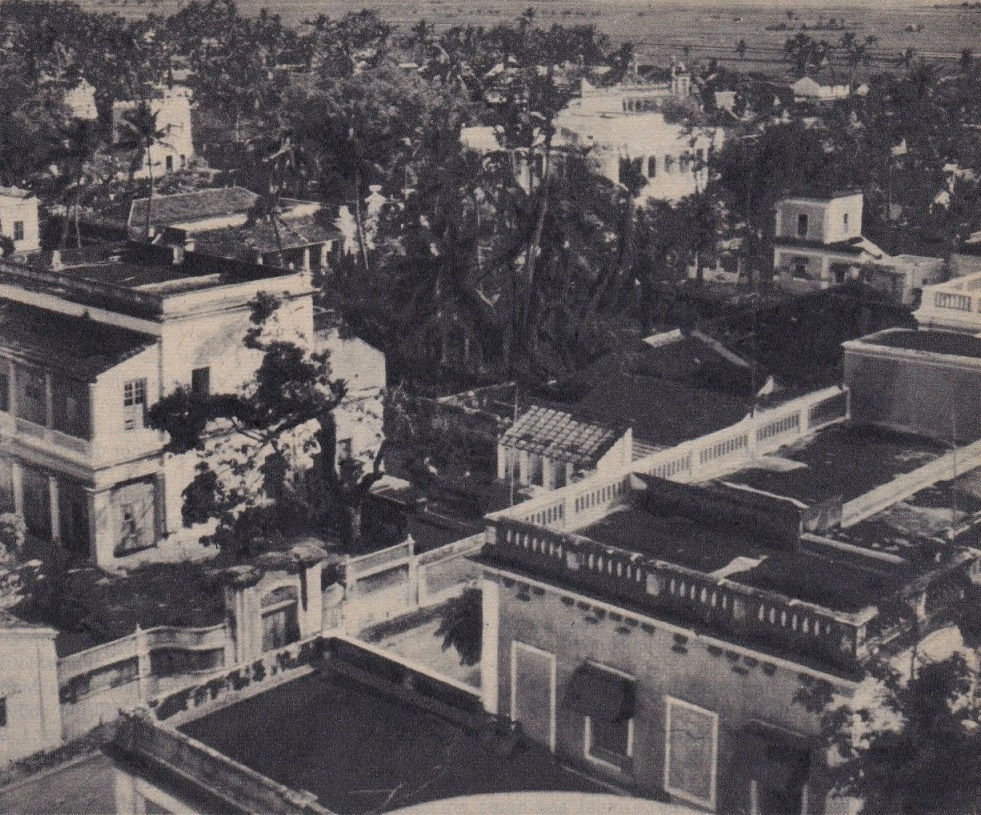
Vue aérienne de Karikal vers la fin de la période coloniale.

En 1880, Karikal ceinte de murailles compte dans son district 92 672 âmes dont 57 Européens, surtout d'ascendance britannique. C'est la résidence d'un administrateur civil, le siège d'un tribunal de première instance et d'une justice de paix. Il existe 109 aldées qui s'occupent de 9 149 ha de terres en culture. Les villageois en priorité cultivent différentes espèces de riz, l'indigo ou soignent les cocotiers. De façon secondaire, le tabac, la canne à sucre, les oléagineux, les arbres fruitiers et de moins en moins le coton accaparent leur labeur. Quatre indigoteries, trois savonneries, 114 huileries sont recensées. L'industrie manufacturière produit pour le grand commerce différents tissus de coton, indiennes et surtout des pagnes rouges recherchés par les femmes indiennes. La construction navale se lit dans les statistiques d'entrée et de sortie portuaire : 45 navires français entrant rentrés pour 336 sortis, 336 navires étrangers entrant et 379 ressortant durant l'hivernage 1880. L'essentiel de la commande est française.
Ce petit territoire des établissements français de l'Inde, affirme l'administration de Pondichéry, est prospère et affiche chaque année un budget croissant. Elle importe en 1880 pour 2,3 millions de francs et exporte pour 6,6 millions de francs en valeur.

### Annexion indienne
Après l'indépendance indienne de 1947, comme les autres comptoirs, Karikal reste sous juridiction française jusqu'au 13 juin 1954 avant de rejoindre finalement l'Union indienne.

## Économie

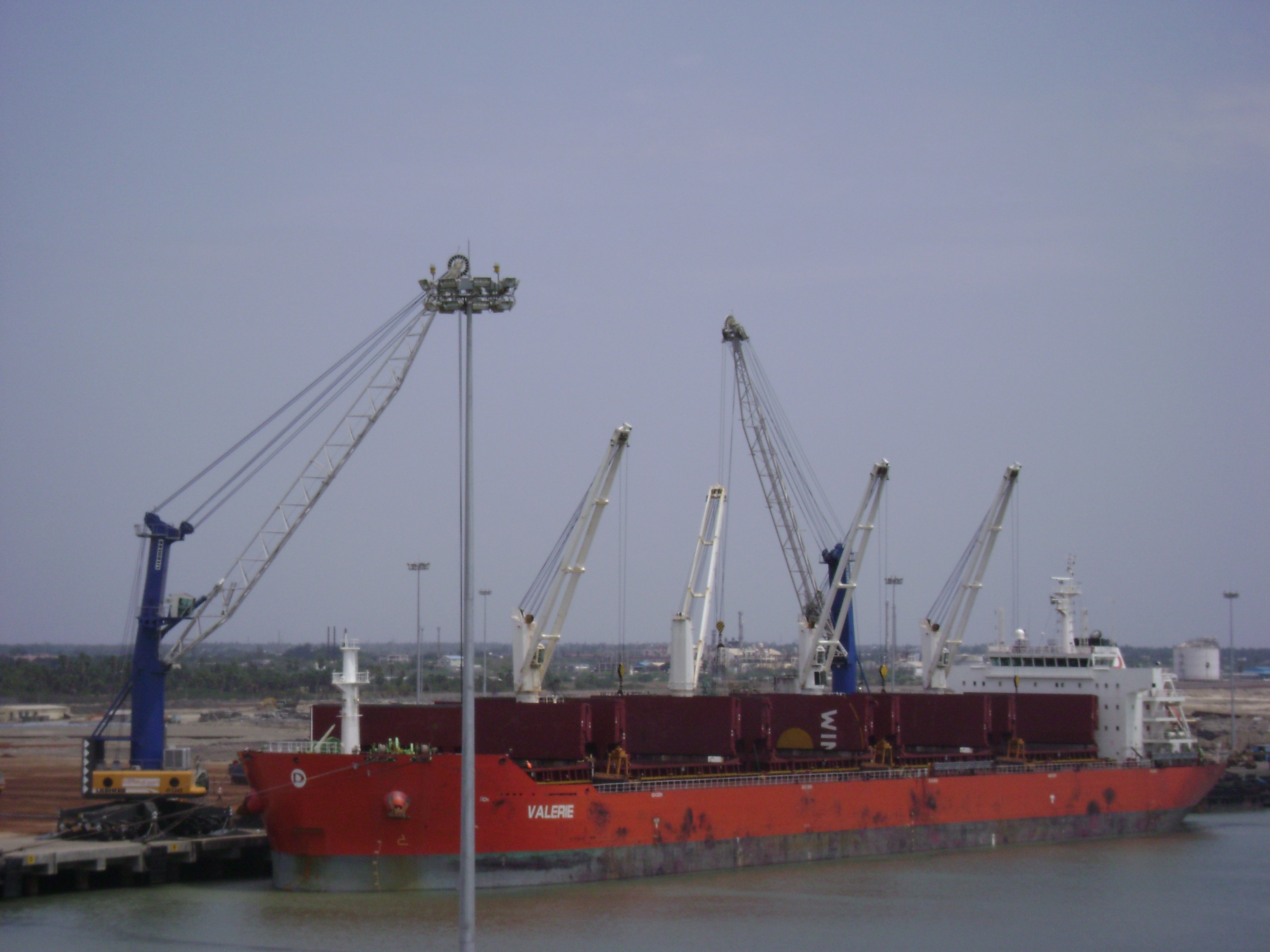
Port de Karaikal.

Karaikal, tout comme les autres districts du territoire de Pondichéry, présente l'avantage d'être une zone franche, statut économique hérité des Indes françaises, ce qui attire des investissements de la part d'entreprises siégeant dans des États extérieurs, principalement au Tamil Nadu. C'est aussi une ville de commerce au détail, où les visiteurs viennent s'approvisionner en produits moindrement taxés.
Karaikal port est un nouveau port en eau profonde, dans le village de Vanjore (13 km au sud de Karaikal). Plus de 600 acres (2,4 km2) de terrain ont été loués à la société MARG en l'an 2005 pour 30 ans, et le bail peut être renouvelé pour 10 ans par la suite. En 2035, au plus tard, Karaikal port devait être nationalisé, il a cependant été vendu au conglomérat indien Adani le 1er avril 2023.
Le port aura un total de neuf places. Il est construit pour le transport de charbon, de textile et de ciment. Il est destiné à gérer ciment et charbon pour servir l'arrière-pays, Ariyalur, Perambalur et Tiruchirappalli. L'installation portuaire est également prévue pour offrir une alternative aux ports de Madras et de Tuticorin.

### Tourisme religieux
La ville profite grandement de sa situation géographique avec la commune de Tirnoular, une localité célèbre pour son temple en partie consacré à Shani (Saturne), et de nombreux autres bourgs du Tanjore, qui attirent chaque jour un nombre important de dévots venus de toute l'Inde voire de l'étranger. Les infrastructures touristiques sont assez développés (hôtels, restaurants, auberges, etc.). Les flux de pèlerins saisonniers (Fête de Mangani (Fêtes des mangues) du Temple d'Ammaiyar, Sani Peyarchi (Sani Petti) au temple de Dharbaranyesvar à Thirunallar, Fête de Notre-Dame de la Bonne Santé à Velankanni, Fêtes de Ganduri (Candry) aux Dargah de Nagore et de Karikal) apportent également d'importantes retombées économiques dans les domaines de la restauration et de l’hôtellerie.

## Galerie

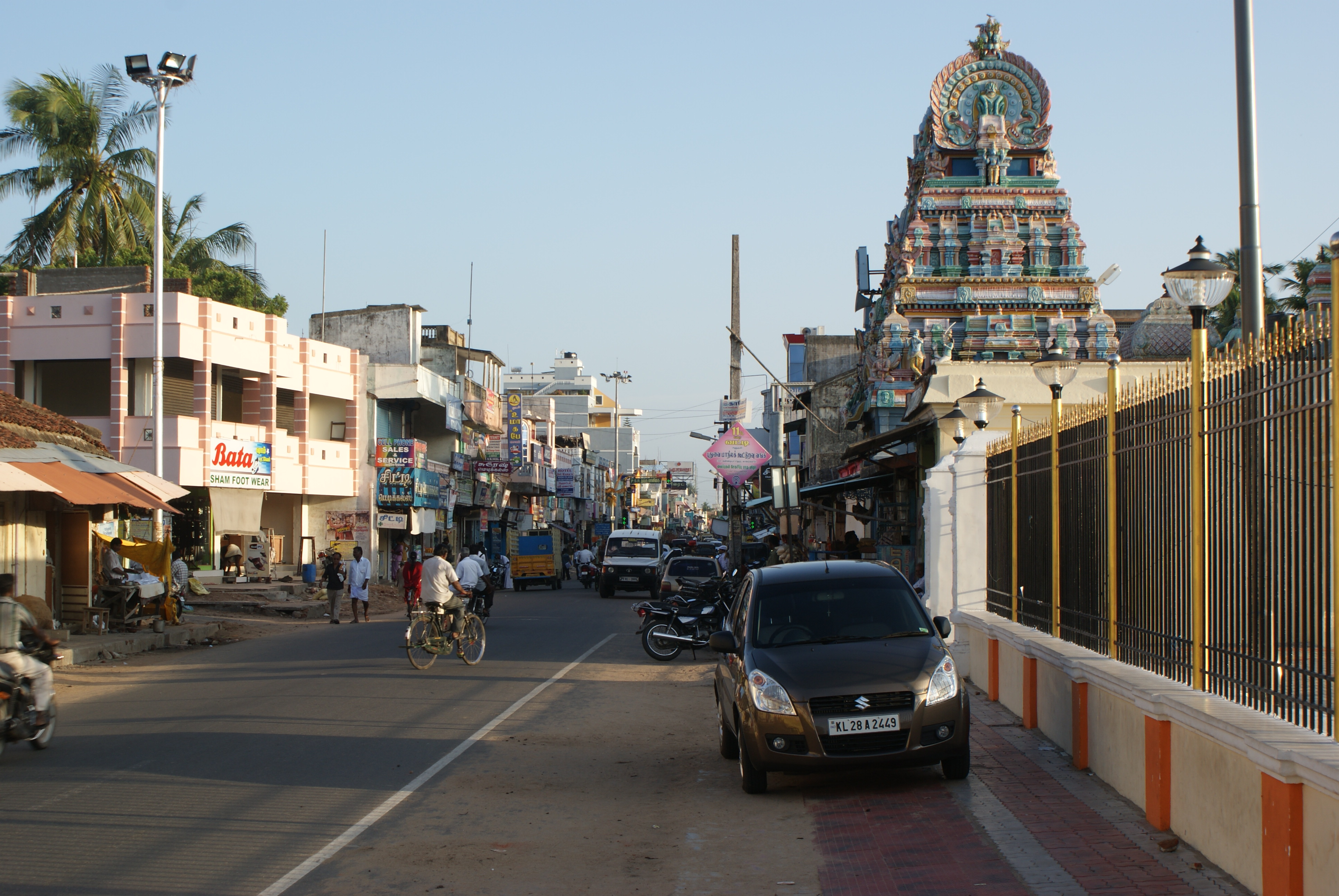
Le Temple d'Amméar, qui organise chaque année la fête de Mangani ou Fête des mangues, est dédié à l'une des plus grandes saintes du Shivaïsme dit Siddhanta. Celle-ci, native de la ville, y aurait vécu au VIe siècle.
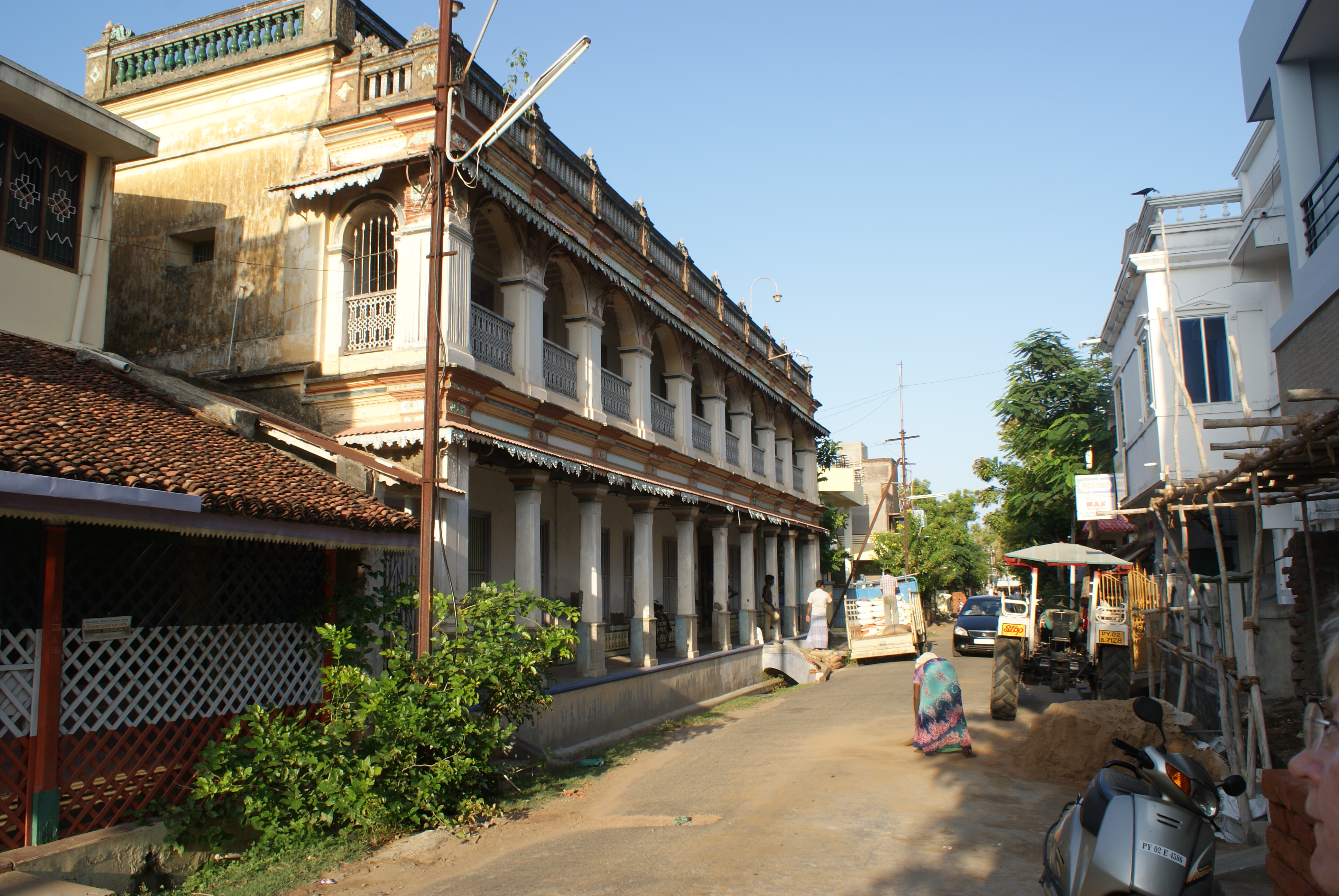
Le manque d'intérêt pour le patrimoine ainsi que l'urbanisation galopante de la ville ont grandement endommagé le centre historique. Karikal a ainsi perdu un nombre important de bâtiments anciens.
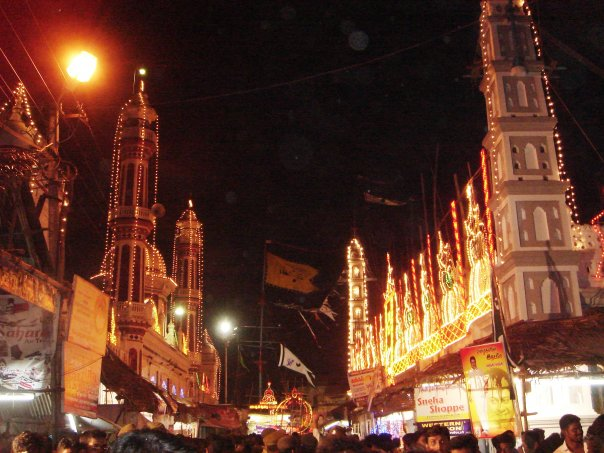
La Fête de Kanduri ou Candry est une célébration musulmane (urs) animée par le dergah de Mastan Saheb, un soufi boukhariote du XIXe siècle, considéré comme un wali.
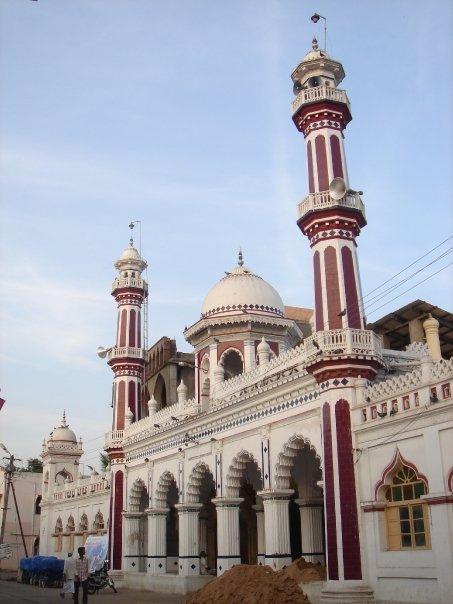
La grande mosquée de Karikal est une bâtisse d'influence moghole voire indo-sarracénique.